# Heliosciurus rufobrachium
Heliosciurus rufobrachium is een zoogdier uit de familie van de eekhoorns (Sciuridae). De wetenschappelijke naam van de soort werd voor het eerst geldig gepubliceerd door Waterhouse in 1842.

## Voorkomen
De soort komt voor in Benin, Burundi, Kameroen, de Centraal-Afrikaanse Republiek, Congo-Kinshasa, Ivoorkust, Equatoriaal-Guinea, Gambia, Ghana, Guinee, Guinee-Bissau, Kenia, Liberia, Nigeria, Rwanda, Senegal, Sierra Leone, Tanzania, Togo en Oeganda.